# Kokići
Kokići su naseljeno mjesto u općini Jajce, Federacija Bosne i Hercegovine, BiH.

## Povijest
Nakon masakra na lokalnim Bošnjacima počinjenog 25. lipnja 1992. selo je opustošeno i spaljeno.

## Stanovništvo

### 1991.
Nacionalni sastav stanovništva 1991. godine, bio je sljedeći:
ukupno: 255
- Muslimani - 255

### 2013.
Nacionalni sastav stanovništva 2013. godine, bio je sljedeći:
ukupno: 56
- Bošnjaci -  56

## Vanjske poveznice
- Satelitska snimka[neaktivna poveznica]